# Nikolaj Tsveljov
Nikolaj Nikolajevitj Tsveljov (ryska: Николай Николаевич Цвелёв), född den 31 januari 1925 i Tambov, Ryska SFSR, Sovjetunionen, död den 19 juli 2015 i Sankt Petersburg, Ryssland, var en rysk botaniker som var specialiserad på gräs och ormbunksväxter.
Han var ledamot av Rysslands Vetenskapsakademi.
Auktorsnamnet Tzvelev kan användas för Nikolaj Tsveljov i samband med ett vetenskapligt namn inom botaniken; se Wikipediaartiklar som länkar till auktorsnamnet.